# عضلة حليمية
عضلة حليمية (بالإنجليزية: Papillary muscle)‏ تتواجد في البطينين في القلب. تتعلق على الصمامات القلبية (التي تعرف بالصمام التاجي والصمام ثلاثي الشرفات).

## البنية
توجد خمسة عضلات حليمية في القلب: ثلاثة في البطين الأيمن وإثنتان في البطين الأيسر. العضلة الأمامية والخلفية والعضلات الحلمية الحاجزية للبطين الأيمن مُعلقات بصمام ثلاثي الشرفات من خلال الحبال الوترية القلبية. أما العضلات الحلمية الأمامية والخلفية للبطين الأيسر مُلقات بالصمام التاجي من خلال الحبال الوترية القلبية.

## معرض صور

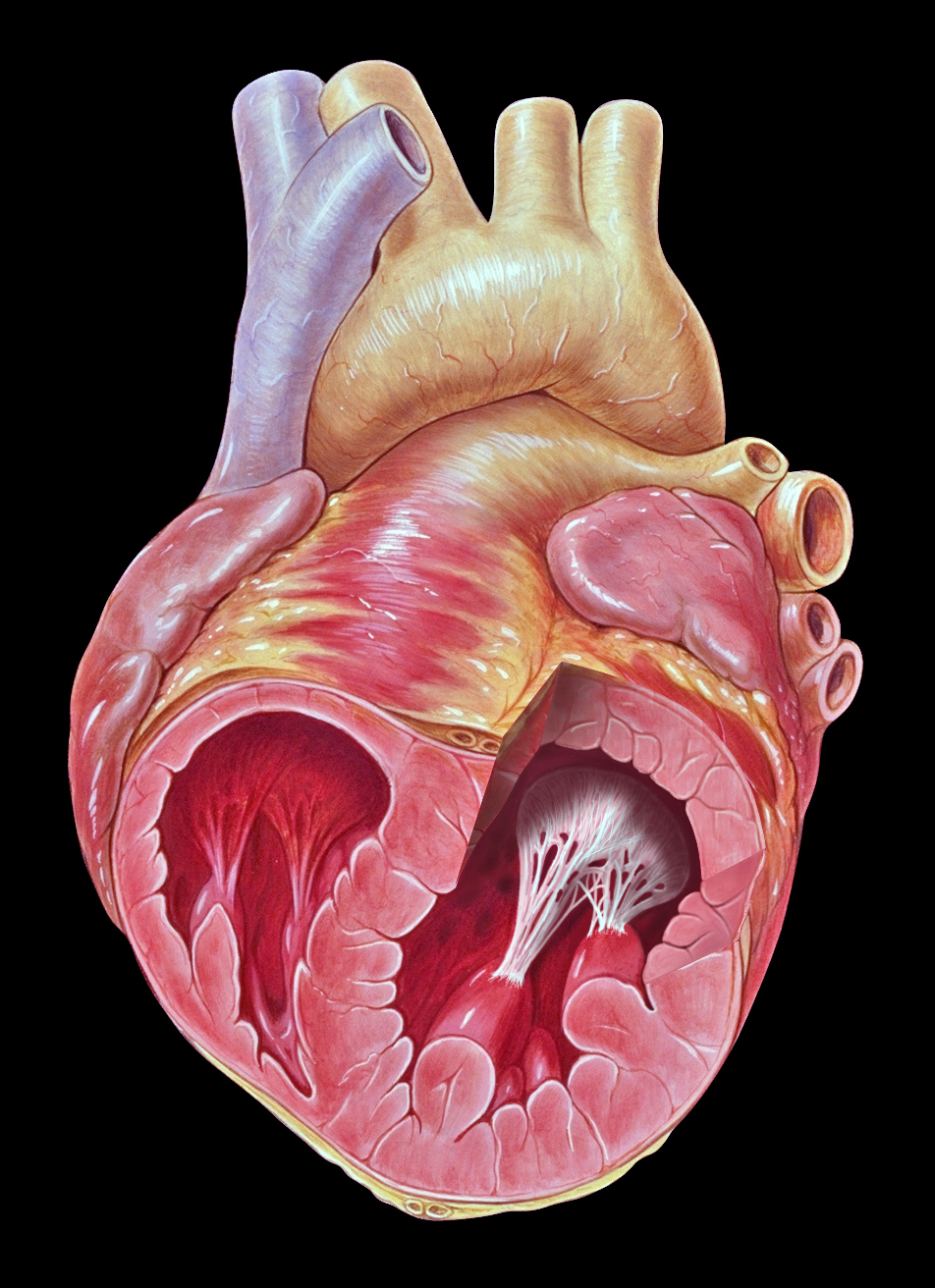
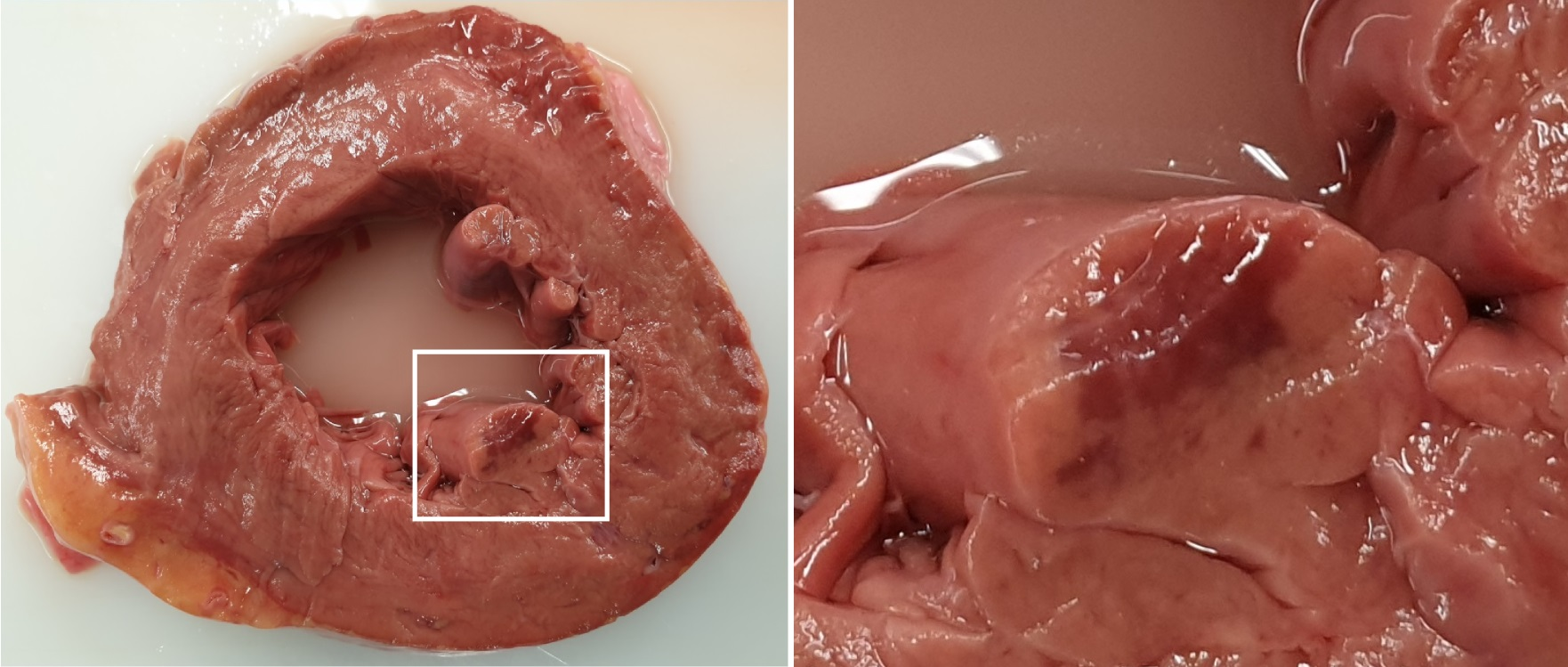
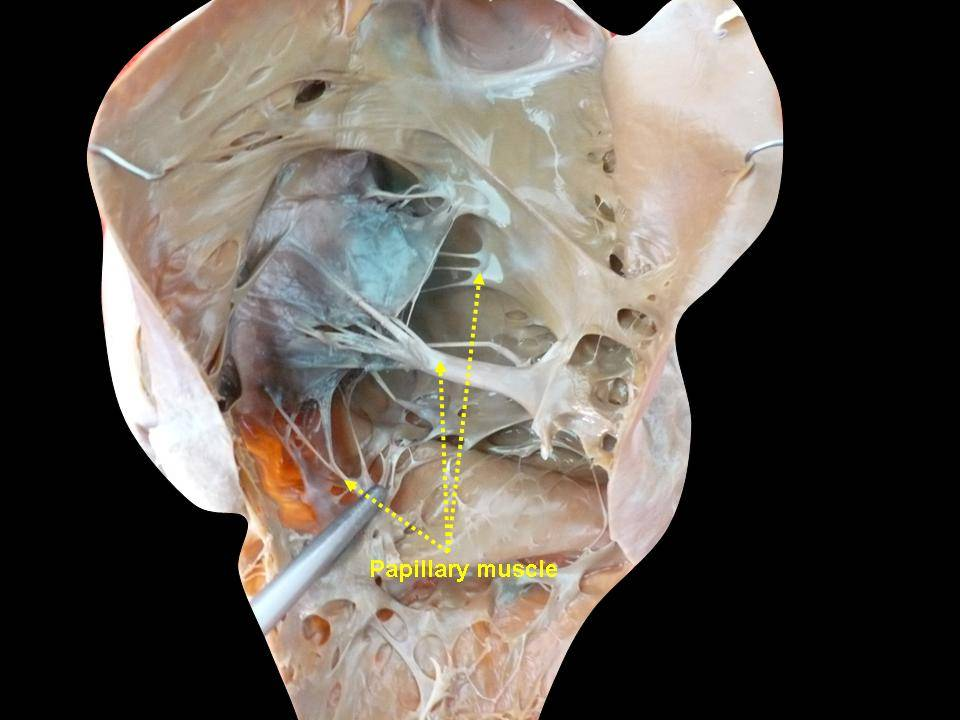
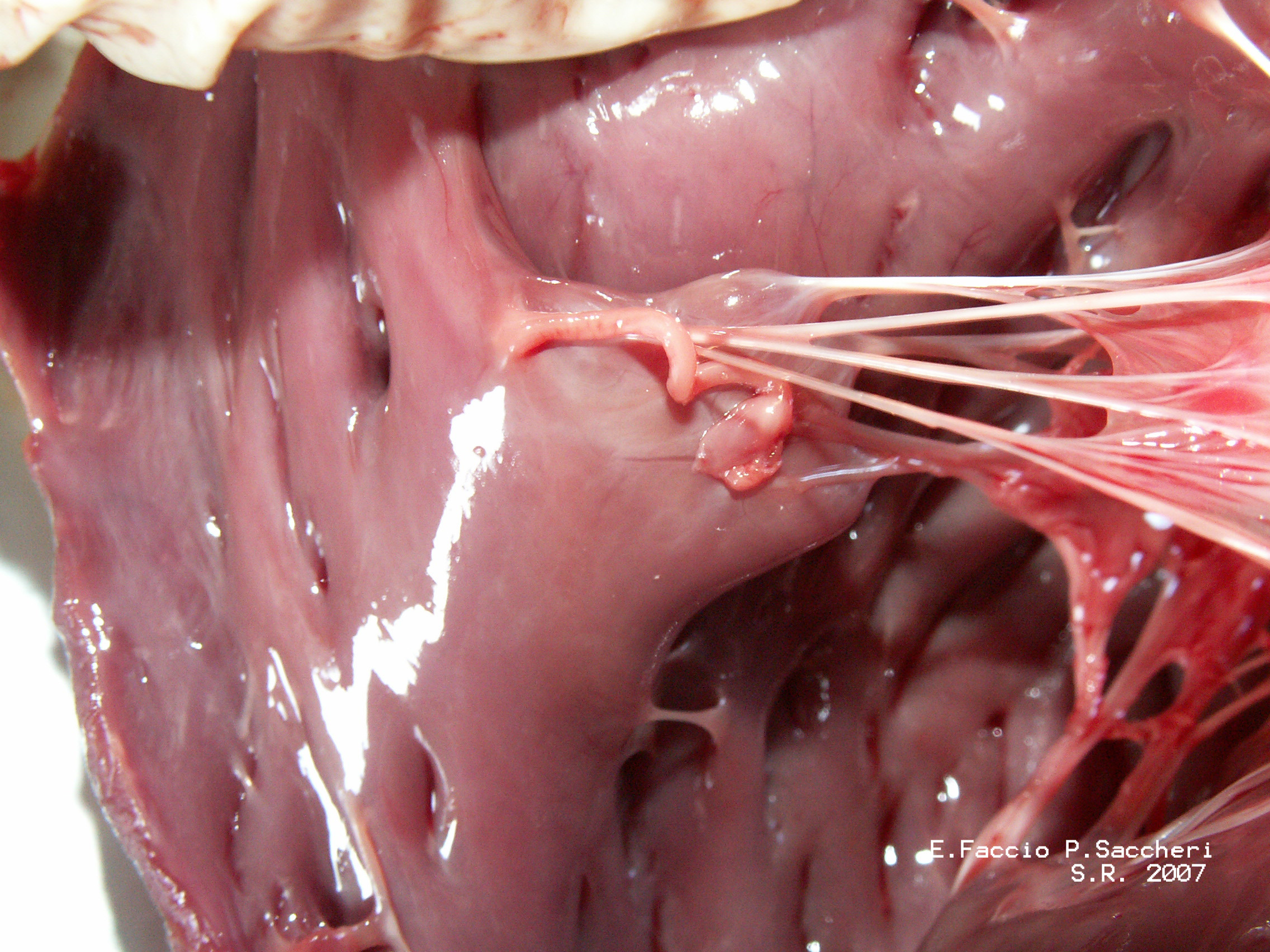
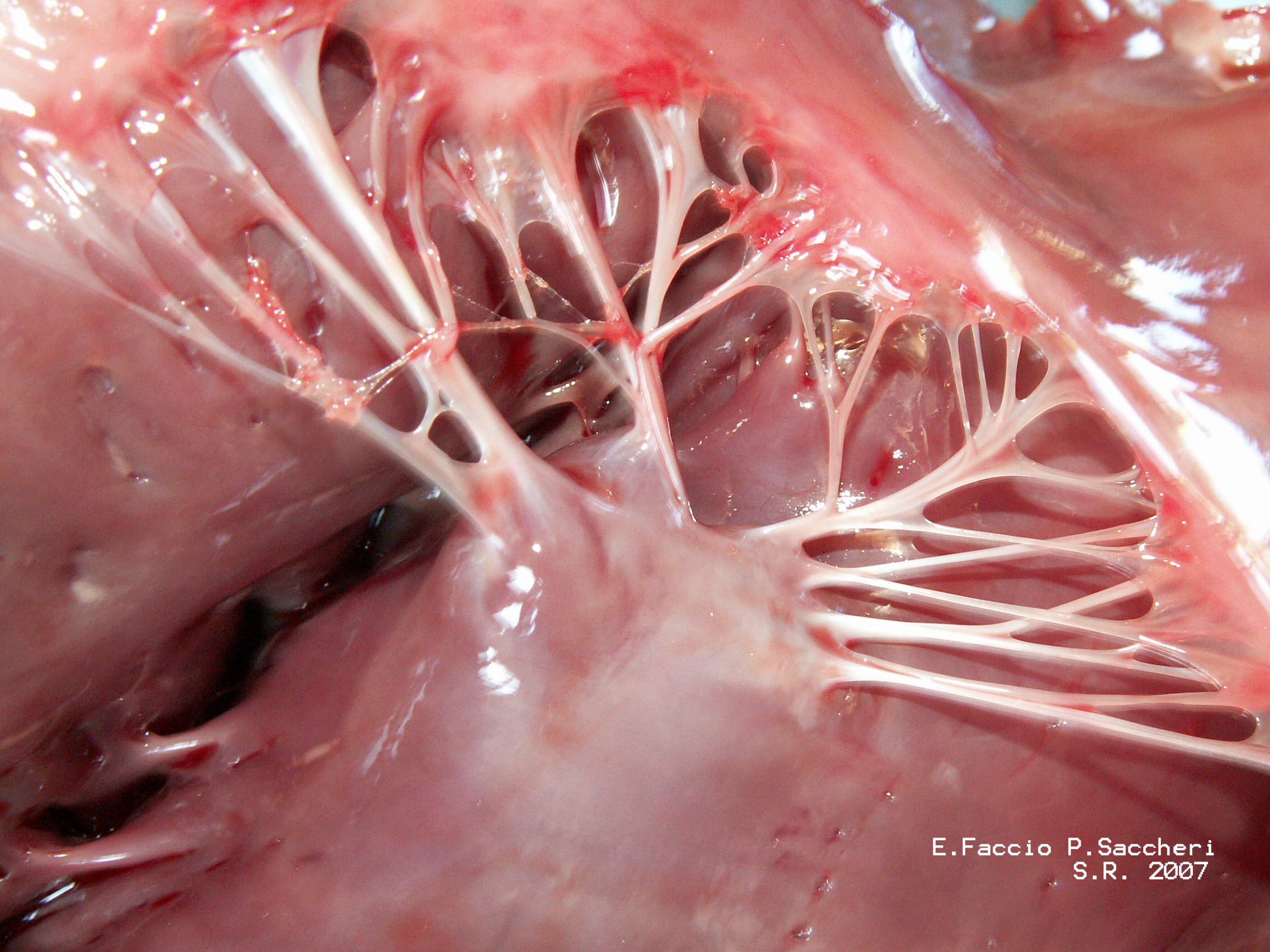